# Petre Dumitrescu
Pour les articles homonymes, voir Dumitrescu.
Petre Dumitrescu (né le 18 février 1882 à Dobridor – mort le 15 janvier 1950 à Bucarest) est un général roumain de la Seconde Guerre mondiale.

## Biographie
D'origine modeste, il suit entre 1901 et 1903, les cours de l'École militaire d'artillerie et de génie d'où il sort sous-lieutenant. Il passe lieutenant en 1906 et capitaine en 1911 quand il intègre l'École de guerre supérieure, dont il suit les cours jusqu'en 1913 où il se distingue pendant la Deuxième guerre balkanique. Il se distingue aussi pendant la première guerre mondiale passant major en 1916 et lieutenant-colonel en 1917.
Devenu francophone, il est nommé, entre les deux guerres mondiales, attaché militaire aux ambassades roumaines de Paris (1930-1932) puis à Bruxelles (1932-1935), avant d'intégrer à Bucarest le haut-État-major (1935-1937). Il est ensuite promu Commandant du Premier Corps d'Armée et Inspecteur général de l'artillerie (1937 - 1939). En mars 1941, il prend le commandement de la 3e armée roumaine, puis, le 7 avril 1944 le commandement d'un groupe d'armées temporaire, l'armée Dumitrescu regroupant la 3e armée roumaine et la 6. Armee allemande pour combattre l'Union soviétique aux côtés du groupe d'armées B de la Wehrmacht. Mais le 20 août 1944, avec son subordonné Gheorghe Avramescu, il ouvre le front roumain aux Soviétiques : ils furent pour cela limogés par le dictateur fasciste Ion Antonescu et trois jours plus tard, la Roumanie déclarait la guerre à l'Allemagne, rejoignant les Alliés, Antonescu étant renversé et arrêté. Dumitrescu fut alors réintégré et participa à la guerre contre l’Allemagne nazie aux côtés des Soviétiques sous les ordres de Rodion Malinovski.
Pour ces raisons, après la guerre, il fut acquitté au terme du procès qui lui fut intenté par le régime communiste, comme à tous les généraux ayant combattu contre l’URSS.

## Récompenses et décorations
- Croix de fer (1939)
  - 2e classe (28 juillet 1941)[2]
  - 1re classe (12 août 1941)[2]
- Croix de chevalier de la croix de fer avec feuilles de chêne
  - Croix de chevalier le 1er septembre 1942
  - Feuilles de chêne le 4 avril 1944
- Mentionné 2 fois dans le bulletin d'information quotidien radiophonique Wehrmachtbericht (11 octobre 1941, 12 octobre 1941)

## Source
- (en) Cet article est partiellement ou en totalité issu de l’article de Wikipédia en anglais intitulé « Petre Dumitrescu » (voir la liste des auteurs).